# Josef Pachl
Josef Pachl, také Joseph Pachel, (1. února 1800 Praha – 1853 Vídeň) byl český stavební inženýr, amatérský archeolog a sběratel umění.

## Život
Narodil se v Praze na Starém Městě v měšťanské rodině pražského rodáka, majitele statků a realit Josefa Pachla a jeho ženy Anny, rozené Světlíkové (Swietlich) z Olomouce. Vystudoval stavitelství na Polytechnickém institutu a nastoupil do státní služby jako stavitel a stavební dozor. Vypracoval se na vrchního stavebního inženýra v Čechách, působil například při rekonstrukci gotické radnice v Táboře, při přestavbě Koňské brány v Praze, při proražení tunelu a následných úpravách Vyšehradské skály. Při všech svých cestách se uplatňoval jako národně uvědomělý sběratel umění a amatérský archeolog, takže se mu podařilo zachránit mnoho artefaktů. Přátelil se s národními obrozenci z okruhu Českého vlastenského muzea, například s Janem Erazimem Wocelem, který v roce 1845 vyvolal senzaci publikací Pachlovy gotické měděné misky s domnělým vyobrazením slovanské bohyně Živy. Když roku 1843 Pachl nabídl svou sbírku k odkoupení muzeu, nebyly na ni prostředky ani místo. Po přestěhování muzea do Nostrického paláce na Příkopech roku 1846 František Palacký inicioval v okruhu národních obrozenců veřejnou finanční sbírku, do níž přispěli císař Ferdinand V. sumou 500 zlatých, dále mj. Karel Auersperg, Kamil Rohan, Jindřich Chotek, Adolf Schwarzenberg, Ervín a Josef Nosticové, ze sběratelů Vilém Gabler nebo Vojtěch Lanna, nakonec ji završil také zemský výbor, takže sbírka byla v lednu roku 1850 zakoupena za 6.556 zlatých. Stalo se to včas před tím, než Pachl v sezóně 1849/50 s rodinou přesídlil do Vídně.

### Rodina
Oženil se v Praze, s manželkou Barborou, rozenou Kandlerovou (* 1810) měl dceru Marii (* 1843).

## Dílo
Jeho sbírka archeologických nálezů, uměleckých a historických předmětů byla roku 1850 zakoupena do Musea království českého za částku 6.000 zlatých. V té době byla několikanásobně větší než ostatní archeologické a historické sbírky muzea. Mimo jiné obsahovala:
- archeologické nálezy z antického Říma, slovanská keramika (dobovými termíny označovaná osudí a popelnice) a bronzy z Budče, Levého Hradce, Roztok u Prahy, ze Šárky či z okolí Slaného
- olifant - raně středověký lovecký roh ze slonoviny
- gotické cihly a sochařské fragmenty z radnice v Táboře
- kolekce renesančních předmětů: křestní mísy, skleněný pohár s erbem Svaté říše římské (1596), renesanční kameninový džbán, norimberské hodinky
- zbraně chladné: středověké meče, kuše, šipky, desítka husitských cepů (převážně novodobé padělky), sudlice, halapartny, turecké handžáry a dýky, palcáty a buzykany
- zbraně palné: kulovnice, ručnice, pistole
- železná zbroj, pancíř, tři drátěné košile, drátěná rukavice, přilby, dvě pavézy, indiánský štít